# Елини (Италия)
 Тази статия е за селото в Сардиния.  За жителите на Древна Гърция вижте Елини.  
Елѝни (на италиански и на сардински: Elini) е село и община в Южна Италия, провинция Нуоро, автономен регион и остров Сардиния. Разположено е на 472 m надморска височина. Населението на общината е 555 души (към 2010 г.).
До 2005 г. общината е част от провинция Нуоро.